# Notechidnopsis tesseilata
Notechidnopsis tesseilata är en oleanderväxtart som först beskrevs av Neville Stuart Pillans, och fick sitt nu gällande namn av J.J. Lavranos och M.B. Bleck. Notechidnopsis tesseilata ingår i släktet Notechidnopsis och familjen oleanderväxter. Inga underarter finns listade i Catalogue of Life.